# Heinz-Dietrich Steinmeyer
Heinz-Dietrich Steinmeyer (* 1. Juli 1949 in Lemgo) ist ein deutscher Rechtswissenschaftler. Er war von 1994 bis 2017 Inhaber des Lehrstuhls  für Sozialrecht und Direktor des Instituts für Arbeits-, Sozial- und Wirtschaftsrecht – Abteilung II an der Westfälischen Wilhelms-Universität in Münster. Seine Forschungsschwerpunkte liegen in den Bereichen des nationalen und europäischen Sozial- und Arbeitsrechts sowie der Systeme der sozialen Sicherheit in Mittel- und Osteuropa und Fragen der Rechtsvergleichung.

## Leben
Steinmeyer wurde 1949 in Lemgo geboren. Nach dem Abitur 1968 in Bergneustadt widmete er sich dem Studium der Rechtswissenschaften an der Universität Bonn. 1975 erlangte er das erste Staatsexamen. Von 1975 bis 1978 arbeitete Steinmeyer als wissenschaftlicher Assistent an der Freien Universität Berlin bei Baron von Maydell. Das Referendariat schloss Steinmeyer 1980 mit dem zweiten juristischen Staatsexamen ab. In demselben Jahr erfolgte seine Promotion zu dem Thema „Die Einstrahlung im internationalen Sozialversicherungsrecht“ an der Freien Universität Berlin.
Nach einem Forschungsaufenthalt in Washington D.C., schloss Steinmeyer 1988 an der Universität Bonn seine Habilitation zu dem Thema „Betriebliche Altersversorgung und Arbeitsverhältnis“ ab. 1989 wurde er zum Professor für Privatrecht mit Nebengebieten an der Universität Augsburg ernannt. 1991 erfolgte eine Berufung auf den Lehrstuhl für Bürgerliches Recht, Arbeits- und Sozialrecht an der FernUniversität Hagen.
Steinmeyer ist Vater einer Tochter.

## Sonstiges
Steinmeyer ist Kommentator des Betriebsrentengesetzes (BetrAVG) im Erfurter Kommentar zum Arbeitsrecht. Von 1996 bis 2016 war er 1. Vorsitzender der Münsterischen Sozialrechtsvereinigung e.V. (MSV). Zudem ist er Vorsitzender des „European Network for Research on Supplementary Pensions“ e.V. (ENRSP). Steinmeyer engagiert sich als Dozent bei mehreren Master-Studiengängen der Westfälischen Wilhelms-Universität Münster / JurGrad gGmbH und ist Akademischer Leiter des Master-Studiengangs „Arbeitsrecht“.

## Veröffentlichungen
- Die Einstrahlung im internationalen Sozialversicherungsrecht – Kollisionsnormen für ins Inland entsandte Arbeitnehmer und vergleichbare Selbstständige (1980 Dissertation). Duncker und Humblot, Berlin 1981, ISBN 3-428-04864-4.
- Betriebliche Altersversorgung und Arbeitsverhältnis (1988, Habilitation). C.H. Beck, München 1991, ISBN 3-406-35073-9.